# Tanja Šmid
Tanja Šmid, slovenska plavalka, * 29. april 1990, Kranj.
Obiskovala je OŠ Franceta Prešerna v Kranju in Ekonomsko gimnazijo Kranj. Študentka ESIC Kranj - Višja ekonomska šola. Za Slovenijo je nastopila na Poletnih olimpijskih igrah 2012 v Londonu. 15. aprila 2016 je bil kaznovala s štiriletno prepovedjo tekmovanja zaradi dopinga. Zaradi kazni je napovedala konec kariere.

## Plavalna kariera
- 2005 Evropsko mladinsko prvenstvo Budimpešta: 18. 400 mešano, 23. 200 mešano, 27. 200 prsno
- 2006 Evropsko mladinsko prvenstvo Palma de Mallorca: 8. 400 mešano, 9. 200 mešano
- 2006 Evropsko člansko prvenstvo Budimpešta: 23. 400 mešano, 30. 200 mešano
- 2006 Svetovno mladinsko prvenstvo Rio de Janeiro: 14. 400 mešano, 18. 200 mešano
- 2009 Mediteranske igre Pescara: 6. 200 mešano, 10. 200 prsno
- 2009 Svetovno prvenstvo Rim: 45. 50 prsno, 46. 200 prsno, 53. 100 prsno
- 2009 Evropsko člansko prvenstvo 25m Carigrad: 29. 100 prsno, 36. 200 prsno, 43. 50 prsno
- 2010 Evropsko člansko prvenstvo Budimpešta: 5. 200 prsno
- 2010 Evropsko člansko prvenstvo(25m) Eindhoven: 2. 200 prsno
- 2011 Svetovno prvenstvo Shanghai: 25. 200 mešano, 26. 200 prsno
- 2011 Svetovni pokal Dubai: 2. 400 in 800 prosto
- 2012 Svetovni pokal Dubai: 2. 800 prosto, Svetovni pokal Doha: 2. 800 prosto
- 2012 Evropsko člansko prvenstvo(25m) Chartres: 12. 200 prsno
- 2013 Mediteranske igre Mersin: 3. s štafeto 4x200 prosto, 8. 200 prsno
- 2014 Svetovno vojaško prvenstvo Tenero: 2. 200 prsno, 3. 400 prosto
- 2014 Evropsko člansko prvenstvo Berlin: 15. 200 prsno
- 2015 Svetovno prvenstvo Kazan: 24. 200 prsno

Za Slovenijo je nastopila na Poletnih olimpijskih igrah 2012 v Londonu.
- 46 absolutnih medalj z državnih prvenstev Slovenije (14 zlatih, 18 srebrnih, 14 bronastih)
- 43 kategorijskih medalj z državnih prvenstev Slovenije (17 zlatih, 12 srebrnih, 14 bronastih)
- 23 absolutnih medalj z državnih prvenstev Hrvaške (21 zlatih, 2 srebrni)

Z rezultatom 2:27,73 je absolutna slovenska rekorderka na 200 prsno v 50m bazenu.
Z rezultatom 2:22,88 je absolutna slovenska rekorderka na 200 prsno v 25m bazenu.